# Стево Грабовац
Стево Грабовац (Славонски Брод, 9. новембар 1978) српски је књижевник. Добитник је НИН-ове награде 2023.

## Биографија
Родио се у Славонском Броду, пошто у Босанском Броду није било породилишта. Одрастао је и завршио средњу школу у Босанском Броду.
Студирао је на Технолошком факултету у Бањалуци, а студије је прекинуо због посла у Рафинерији у данашњем Броду, гдје је радио 12 година. Радио је и као зидар, радник у продавници и аутоперионици.
Роман Мулат албино комарац био је у најужем избору за НИН-ову награду. Књига се бави тематиком рата.
У његовом роману Послије забаве једна од тема је злочин ХВО почињен у околини Босанског Брода 1992. године, за који није било суђења или судског епилога. За овај роман је поред Нинове добио и Награду Владан Десница.
Живи и раду у Бањој Луци.

## Дјела
- Станица непостојећих возова, збирка пјесама, 2007.[12]
- Мулат албино комарац, роман, 2019.[13]
- Послије забаве, роман, 2023.[14]